# 蒲郡街道

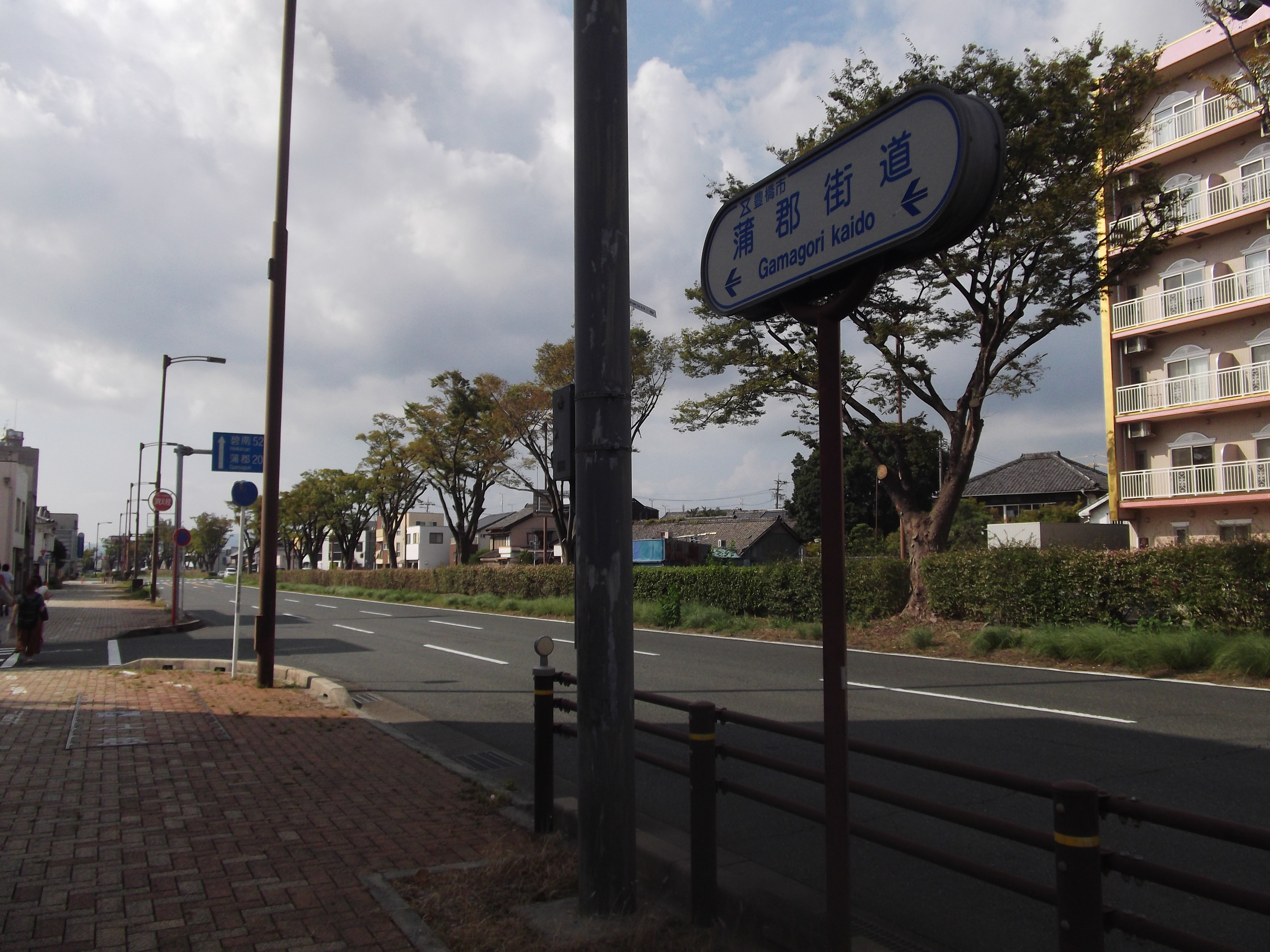
豊橋市八町通にて、東海道から分岐した直後の蒲郡街道。2016年9月撮影。

蒲郡街道（がまごりかいどう）とは、愛知県豊橋市から同県蒲郡市に至る街道である。

## 概要
旧東海道で豊橋市より分岐して三河湾の海岸沿いの地域を通る街道で、概ね国道23号に含まれている。東海道新幹線・JR東海道本線・名鉄名古屋本線などの鉄道が集中する線路下を潜って西へ進む。小向で北へ折れて渡津橋･前芝大橋で豊川河口付近を渡り、日色野町交差点を経由することなく旧道で前芝を通る。佐奈川河口を渡ると梅藪･下佐脇で、音羽川河口を渡ってかつて「御馬湊」で栄えた御馬に入る。御馬を過ぎると平坂街道と合流する。国道は海岸沿いを通り、道なりに進むと蒲郡中心部に至る。
国道23号名豊道路建設に伴い、前芝町付近の道路線形の変化が著しい。この地域の産業道路といえ、大型貨物自動車やトレーラーなどが多く、自動車交通量が極めて多い。豊橋市内では1990年（平成2年）に、豊橋市八町通1丁目から同市梅藪町までの約7.5キロメートル区間を「蒲郡街道」として改めて道路の通称名を認定している。

## 接続する路線
- 東海道（国道1号、豊橋市）
- 大橋通り（豊橋市）
- 平坂街道（豊川市、蒲郡市、幸田町、西尾市）

## 沿線・周辺
- 豊橋市立松葉小学校
- 渡津橋
- 前芝大橋
- 前芝郵便局
- 浜田橋
- 梅藪公民館
- 永久橋

## その他の蒲郡街道
- 岡崎市の土呂通りから旧道を通って南へ旧国道248号（現在の愛知県道483号岡崎幸田線）を南下する道も、はま街道（蒲郡街道）と呼ばれることがある。